# Fußball-Oberliga 2014/15
Die Saison 2014/15 der Oberliga war die siebte Saison der Oberliga als fünfthöchste Spielklasse im Fußball in Deutschland.

## Oberligen
- Oberliga Baden-Württemberg 2014/15
- Bayernliga 2014/15 in zwei Staffeln (Nord und Süd)
- Bremen-Liga 2014/15
- Oberliga Hamburg 2014/15
- Hessenliga 2014/15
- Mittelrheinliga 2014/15
- Oberliga Niederrhein 2014/15
- Oberliga Niedersachsen 2014/15
- Oberliga Nordost 2014/15 in zwei Staffeln (Nord und Süd)
- Oberliga Rheinland-Pfalz/Saar 2014/15
- Schleswig-Holstein-Liga 2014/15
- Oberliga Westfalen 2014/15

## Aufstieg und Relegation zur Regionalliga

### Regionalliga Bayern
In der Regionalliga Bayern wurde für die Saison 2015/16 nur ein Platz in der Relegation vergeben.
Folgende Mannschaften qualifizierten sich sportlich für die Relegationsspiele:
- Tabellen-15. der Regionalliga Bayern: SV Heimstetten
- Tabellen-16. der Regionalliga Bayern: VfR Garching
- Zweitbestplatzierter Anwärter der Bayernliga Staffel Nord: FC Amberg
- Zweitbestplatzierter Anwärter der Bayernliga Staffel Süd: FC Pipinsried

#### 1. Runde
| Datum     |               | Gesamt |                | Hinspiel  | Rückspiel |
| --------- | ------------- | ------ | -------------- | --------- | --------- |
| 3.6./7.6. | FC Pipinsried | 2:7    | VfR Garching   | 2:6 (1:4) | 0:1 (0:0) |
| 3.6./7.6. | FC Amberg     | 1:0    | SV Heimstetten | 1:0 (1:0) | 0:0       |

#### 2. Runde
| Datum       |           | Gesamt |              | Hinspiel  | Rückspiel |
| ----------- | --------- | ------ | ------------ | --------- | --------- |
| 10.6./13.6. | FC Amberg | 3:0    | VfR Garching | 2:0 (1:0) | 1:0 (0:0) |

### Regionalliga Nord
In der Regionalliga Nord wurden für die Saison 2015/16 zwei Plätze in der Aufstiegsrunde vergeben. Daran sollten der Meister der Schleswig-Holstein-Liga, Bremen-Liga und Oberliga Hamburg sowie der Vizemeister der Oberliga Niedersachsen oder im Falle eines Verzichtes stattdessen die bestplatzierten Lizenzanwärter für die Regionalliga Nord der entsprechenden Ligen teilnehmen. Nach der erfolgten Zulassung verzichtete jedoch der einzige Hamburger Vertreter SC Victoria Hamburg auf eine Teilnahme an den Aufstiegsspielen aus wirtschaftlichen Gründen.
Folgende Mannschaften qualifizierten sich sportlich für die Aufstiegsrunde:
- Meister der Bremen-Liga: Bremer SV
- Vizemeister der Oberliga Niedersachsen: VfV 06 Hildesheim
- Meister der Schleswig-Holstein-Liga: TSV Schilksee

| Datum        |                   | Ergebnis                  |                   |
| ------------ | ----------------- | ------------------------- | ----------------- |
| 31. Mai 2015 | Bremer SV         | 2:1 (1:0) (1:3 i. E.)     | VfV 06 Hildesheim |
| 3. Juni 2015 | TSV Schilksee     | 2:1 (2:0) (2:4 i. E.)     | Bremer SV         |
| 6. Juni 2015 | VfV 06 Hildesheim | 3:2 (2:0) (Elfm. obsolet) | TSV Schilksee     |

| Pl. | Verein            | Sp. | S | U | N | Tore    | Punkte |
| --- | ----------------- | --- | - | - | - | ------- | ------ |
| 1.  | VfV 06 Hildesheim | 2   | 1 | 0 | 1 | 004:400 | 03     |
| 2.  | TSV Schilksee     | 2   | 1 | 0 | 1 | 004:400 | 03     |
| 3.  | Bremer SV         | 2   | 1 | 0 | 1 | 003:300 | 03     |

Im Anschluss an jedes Spiel fand ein Elfmeterschießen statt, welches bei Punkt- und Torgleichheit zwischen zwei Mannschaften über die Platzierung entscheiden sollte. Ein eventuelles Entscheidungsspiel bei Punkt- und Torgleichheit aller drei Mannschaften wäre für den 9. Juni 2015 angesetzt worden.

### Regionalliga Nordost
Die Regionalliga Nordost wurde zur Saison 2015/16 auf 18 Teilnehmer aufgestockt. Durch den Aufstieg des 1. FC Magdeburg in die 3. Liga sowie durch den Rückzug der zweiten Mannschaft des 1. FC Union Berlin und den Zwangsabstieg des VFC Plauen stiegen fünf Mannschaften aus der Oberliga Nordost 2014/15 in die Regionalliga Nordost auf. Neben den Meistern und Vizemeistern beider Staffeln wurde der fünfte Aufsteiger in zwei Aufstiegsspielen zwischen den Drittplatzierten der beiden Staffeln ermittelt.
Folgende Mannschaften qualifizierten sich sportlich für die Aufstiegsrunde:
- Drittplatzierter der Oberliga Nordost Staffel Nord: FSV 63 Luckenwalde
- Drittplatzierter der Oberliga Nordost Staffel Süd: SSV Markranstädt

Der NOFV hatte vorbehaltlich des endgültigen Sportgerichtsurteils bezüglich des abgebrochenen Oberliga-Spiels FC Rot-Weiß Erfurt II – 1. FC Lokomotive Leipzig folgende Spiele angesetzt:
| Datum       |                    | Gesamt |                  | Hinspiel  | Rückspiel |
| ----------- | ------------------ | ------ | ---------------- | --------- | --------- |
| 17.6./20.6. | FSV 63 Luckenwalde | 4:2    | SSV Markranstädt | 0:1 (0:0) | 4:1 (2:0) |

Am 1. Juli 2015 fiel das Urteil des NOFV-Sportgerichts: Das besagte Spiel wurde mit 2:0 Toren für den FC Rot-Weiß Erfurt II gewertet und der 1. FC Lokomotive Leipzig musste in der kommenden Saison ein Heimspiel unter Ausschluss der Öffentlichkeit (sog. Geisterspiel) austragen; ferner wurden gegen beide Vereine sehr hohe Geldstrafen verhängt.

### Regionalliga Südwest
In der Regionalliga Südwest wurde für die Saison 2015/16 ein Platz in der Aufstiegsrunde vergeben. Daran nahmen die Vizemeister  der Oberliga Baden-Württemberg, Oberliga Rheinland-Pfalz/Saar und der Hessenliga teil.
Folgende Mannschaften qualifizierten sich sportlich für die Aufstiegsspiele:
- Vizemeister der Oberliga Baden-Württemberg: Bahlinger SC
- Vizemeister der Oberliga Rheinland-Pfalz/Saar: SC Hauenstein
- Vizemeister der Hessenliga: TSV Lehnerz

| Datum        |               | Ergebnis  |               |
| ------------ | ------------- | --------- | ------------- |
| 27. Mai 2015 | TSV Lehnerz   | 1:1 (0:0) | SC Hauenstein |
| 31. Mai 2015 | Bahlinger SC  | 0:0       | TSV Lehnerz   |
| 4. Juni 2015 | SC Hauenstein | 0:3 (0:2) | Bahlinger SC  |

| Pl. | Verein        | Sp. | S | U | N | Tore    | Punkte |
| --- | ------------- | --- | - | - | - | ------- | ------ |
| 1.  | Bahlinger SC  | 2   | 1 | 1 | 0 | 003:000 | 04     |
| 2.  | TSV Lehnerz   | 2   | 0 | 2 | 0 | 001:100 | 02     |
| 3.  | SC Hauenstein | 2   | 0 | 1 | 1 | 001:400 | 01     |